# Erromenus planus
Erromenus planus är en stekelart som beskrevs av Henry Keith Townes, Jr. 1949. Erromenus planus ingår i släktet Erromenus och familjen brokparasitsteklar. Inga underarter finns listade i Catalogue of Life.